# Osamu Shimomura
Osamu Shimomura, în japoneză 下村脩, (n. 27 august 1928, Fukuchiyama, Prefectura Kyoto, Japonia – d. 19 octombrie 2018, Nagasaki, Japonia) a fost un chimist japonez, laureat al Premiului Nobel pentru Chimie în 2008, împreună cu Martin Chalfie și Roger Tsien, pentru descoperirea și dezvoltarea proteinei fluorescente verzi, GFP.